# 毛里求斯文化

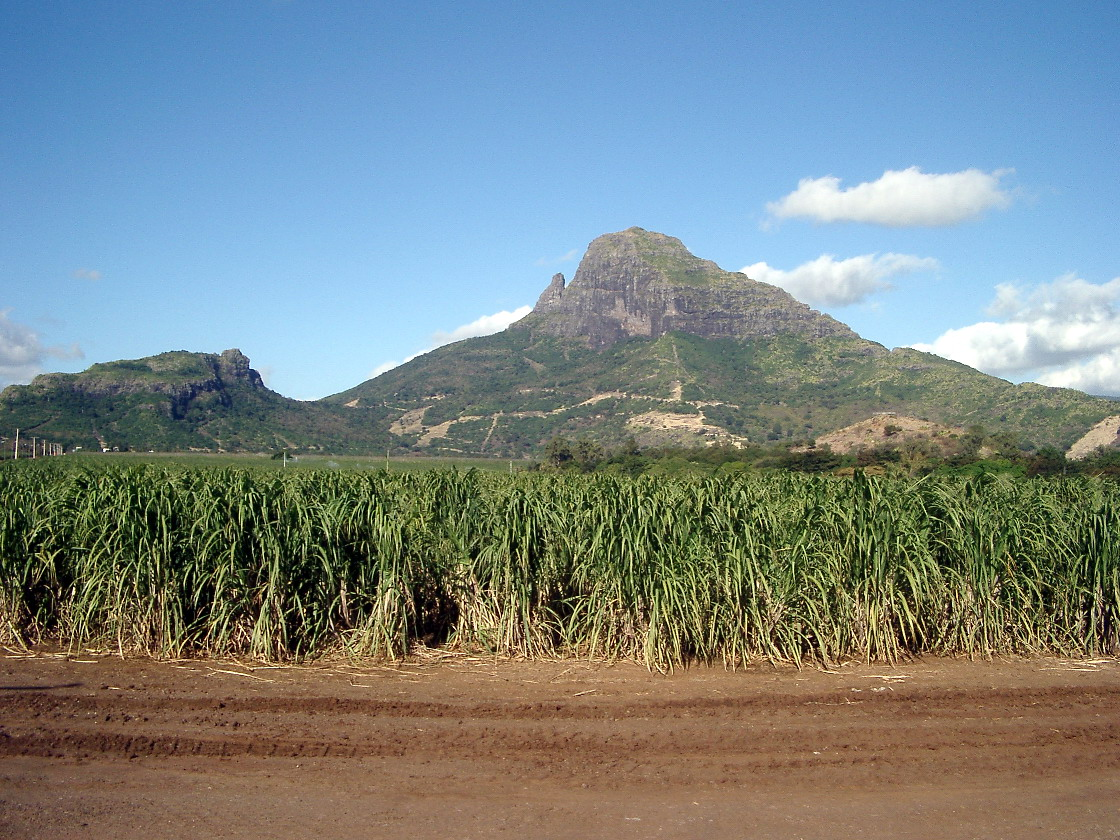
毛里裘斯的甘蔗種植技術最早是由荷蘭人引進的（圖）

毛里求斯因為族裔種類繁多，再加上殖民時期外來者統治影響的文化以及不受限制的多元信仰下，發展出獨特的文化特色。其中，有不少文化與當地旅遊業息息相關。

## 飲食文化
由於族裔混雜、文化多元，毛里裘斯的飲食亦多受克里奧耳菜、中菜、歐洲菜和印度菜等影響，所以一頓飯裡常有混集不同地方菜餚的情況，十分具有特色。其中尤以印度菜對毛里裘斯飲食文化影響最深，印度菜中的咖喱、香料和印度香飯（‎或）被搬到毛里裘斯人的日常飲食裡。毛里裘斯一度受法國統治，所以法國菜也是普及菜式，但是受到印度菜和非洲菜影響，這種「變種」的法國菜多用辣椒和香料作調味。明確的說，毛里求斯的飲食其實是印度菜和法國菜的合體，有時甚至混合著中菜。
在廣東梅縣，有不少客家人遠渡重洋到毛里求斯從事貿易，因此有時也可以看到少數的客家菜。
毛里裘斯大部份農業用地都以種植甘蔗為主，除了用作製造蔗糖外，也用來釀製蘭姆酒（或稱「冧酒」或「朗姆酒」）。甘蔗是由荷蘭人於1638年率先引入毛里裘斯的，主要用來製造“阿力酒”（Arrack）。到1850年，才由法國人瑞絲-瑪格莉特首先提倡在毛里裘斯興建蘭姆酒釀酒廠。

## 人文藝術
塞卡（Sega）是毛里裘斯一種本土獨有民間音樂和舞蹈的統稱。塞卡音樂來自非洲，因此和非洲地區部紹傳統音樂類似，但塞卡的樂器比較華麗。塞卡音樂起源自法國殖民統治期間。亦因此傳統塞卡音樂的歌詞內容通常描述當年黑奴在島上的艱苦生活；到了現代則發展成黑人居民控訴所受到的不平等的宣泄渠道。現在的塞卡歌舞也轉變成吸引遊客的表演之一。表演多由男性表演者負責樂器演奏，女性表演者負責舞蹈表演。多年來所使用的樂器都大同小異，包括用山羊皮做鼓膜的拉瓦納手鼓（ravane）、馬拉瓦納木沙盒（maravann）、三角鐵等。女舞蹈員穿上顏色鮮艷的長裙，跟隨輕快的節奏起舞。島上不少酒店都提供塞卡歌舞表演。在一些節慶中也能看到塞卡歌舞的表演。

### 郵票

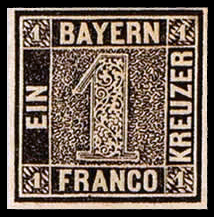
當時在毛里求斯及其他國家發行的一款「黑便士」

1847年，毛里裘斯成為世界上第五個發行郵票的地區，遠遠領先其他非洲國家，甚至是超越當時的一些歐美先進地區。最初毛里求斯發行了兩款郵票，一款是「紅便士」（Red Penny），另一款是「藍兩便士」（Blue Two Pence）。這兩款郵票也許是世界上最著名而且珍貴的郵票。

### 著名文學
毛里求斯也有出版一些文學作品，但多數較不知名。當地較傑出的作家是讓-馬里·古斯塔夫·勒克萊齊奧（Jean-Marie Gustave Le Clézio），擁有法國－毛里裘斯血統，每年都會在島上居住一段時間。他最著名的文學作品是2008年出版的《戰爭》，該作品獲得2008年的諾貝爾文學獎。

## 節慶娛樂

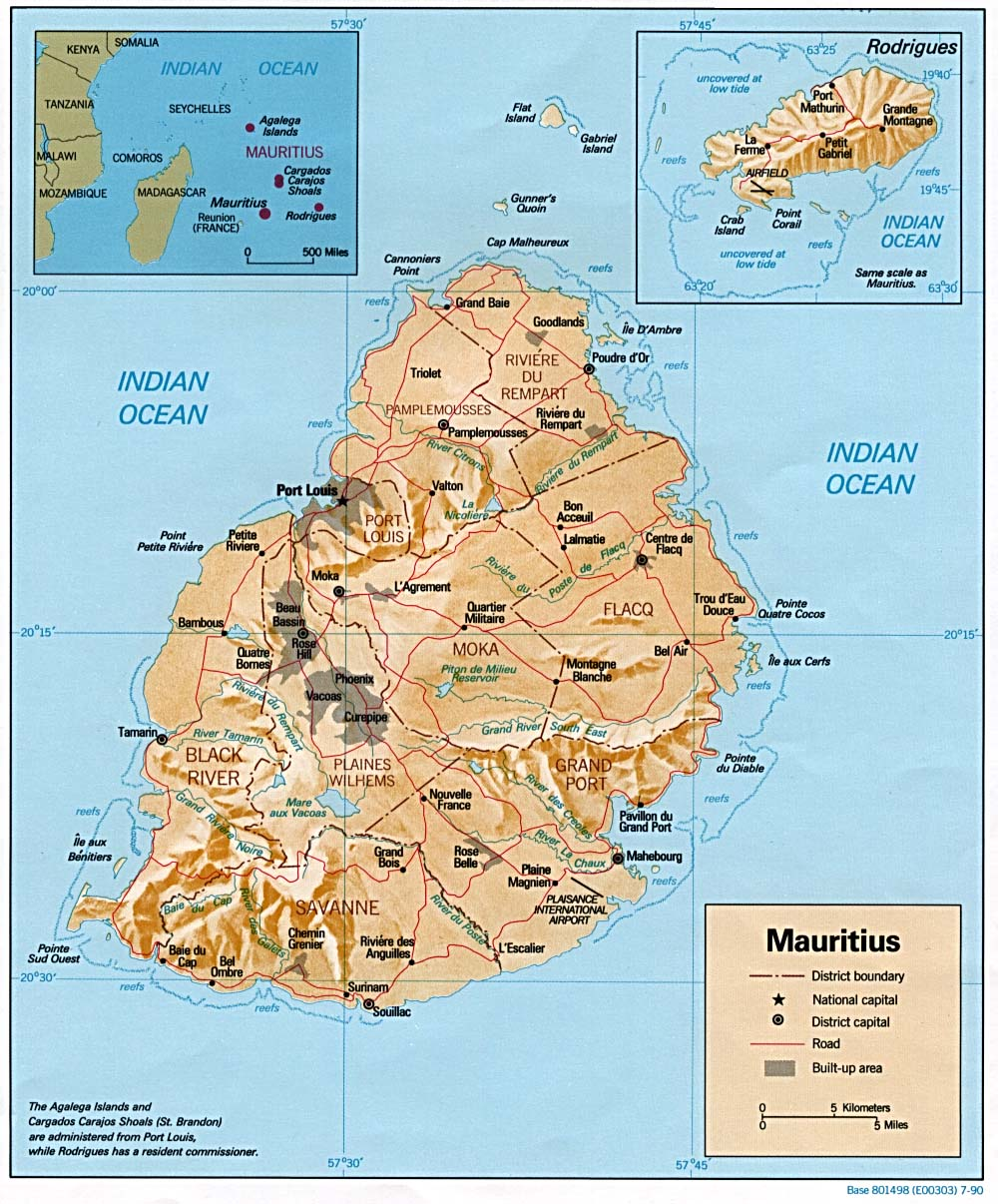
毛里裘斯的沿海地區常是許多遊客的觀光勝地

毛里求斯擁有不少天然風景名勝，觀光業成了當地重要的收入來源，有時也會搭配一些節慶所舉辦的活動來吸引觀光客到來。

### 主要節日
| 節日名稱 | 日期            | 備考                                           |
| -------- | --------------- | ---------------------------------------------- |
| 元旦     | 1月1日          | 屬於當地傳統節日                               |
| 春節     | 農曆正月初一    | 唯一將春節定為法定節日的非洲國家               |
| 開齋節   | 齋月結束隔天    | 屬於回教節日。日期不固定，視伊斯蘭曆而定       |
| 濕婆節   | 10月第2個星期一 | 屬於印度教節日                                 |
| 屠妖節   | 10月至11月      | 屬於印度教節日。日期不固定，看當地教會情況而定 |
| 大寶森節 | 10月中旬        | 屬於印度教節日                                 |
| 聖誕節   | 12月25日        | 屬於西方節日                                   |

毛里裘斯的人民因為宗教信仰多元、不受政府限制，因此除了當地傳統的節日－元旦外，當地人民還會依照信仰為聖誕節、大寶森節（或譯扎針節）、雅各伯拉華爾（Jacques-Désiré Laval，又稱「神父紀念日」）、屠妖節（或譯萬燈節）、濕婆節及開齋節等節日慶祝。其中屬於印度教的節日占絕大多數。

### 娛樂與旅遊
毛里裘斯作為一個以旅遊業為主的島國，又以純淨的海岸聞名，故島上的消閒娛樂亦多與水上活動有關。環繞毛里裘斯島的珊瑚礁提供了大片平靜的淺海灘，十分適合進行釣魚、滑浪風帆、滑水、遊艇甚至潛水艇觀光等活動。陸上消閒方面，獵鹿、沙灘車、登山單車、沿繩下降（abseiling）、滑降（zip lining）、騎馬及野外定向等都甚受歡迎，但多為富有的人才能負擔得起，貧民大多是負責清潔或導遊工作，貧富差距甚大。

## 外部連結
- 文化簡介
- 認識當地文化 （页面存档备份，存于）